# Leinster House

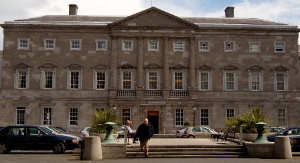
Leinster House

Leinster House (în engleză: Leinster House) este un palat situat în Dublin, în Irlanda, care servește drept sediu al parlamentului irlandez, Oireachtas. Clădirea servește acest uz din 1922, înainte de acest an fiind un palat ducal.
Tratatul Anglo-Irlandez din 1921 a creat un stat irlandez autonom sub numele Statul Liber Irlandez (Irish Free State în engleză). Guvernul provizoriu, sub W.T. Cosgrave, a încercat să aranjeze un loc temporar pentru găzduirea celor două camera a parlamentului. Primele planuri au fost pentru convertirea Spitalului Regal, Kilmainham, într-o casă parlamentară permanentă, fiind că spitalul avea destul loc pentru acest folos și era încojurat de teren verde. Această alternativă nu a fost realistică fiind că spitalul era sub controlul Armatei Britanice, care nu voiau să îl cedeze, iar noul Guvernator-General a Statului Liber Irlandez trebuia să facă un discurs în câteva săptămâni, deschizând parlamentul nou irlandez. Guvernul provizoriu s-a decis să închirieze Teatrul de Lecturi RDS, lângă Leinster House, pentru cazarea temporară a Dáil-ului (Camera Deputaților)
În 1924, din cauza problemelor financiare, planurile de a converti Spitalul Regal într-un palat parlamentar au fost abandonate. Aceste planuri au fost înlocuite cu cumpărarea Casei Leinster, cu țelul de a găzdui parlamentul acolo la un moment în viitor și în curând s-au mutat Senatul și Camera Deputaților în acest complex. Secții a Colegiului Regal de Științe a fost folosit ca sediu guvernamental. Astăzi, întreagul Colegiu Regal de Științe este folosit ca sediul guvernamental, fiind modernizat în anii 1990. Din când în când, au fost propuneri pentru construirea unui bloc nou special pentru parlament,deși aceste planuri nu au fost realizate până în ziua de astăzi.
Din 1922, Leinster House a fost extinsă și renovată de multe ori, cel mai recent în anul 2000, când s-a adăugat o secție nouă pentru birouri pentru cei 166 de deputați, 60 de senatori și membri ai presei.
Diverși politicieni mondiali au vizitat Leinster House pentru a adresa parlamentul, incluzând John F. Kennedy, Ronald Reagan, Bill Clinton, Tony Blair, Bob Hawke (fost prim-ministru Australian) și François Mitterrand.